# Георг I (ландграф Гессен-Дармштадта)
Георг I Гессен-Дармштадтский (Георг Благочестивый; нем. Georg I. von Hessen-Darmstadt; 10 сентября 1547, Кассель — 7 февраля 1596, Дармштадт) — ландграф Гессен-Дармштадта. Основатель линии Гессен-Дармштадт.

## Биография
Георг — сын ландграфа Филиппа I Гессенского и его супруги Кристины Саксонской. Каждый из четырёх сыновей, родившихся у Филиппа и Кристины, получили в наследство по ландграфству. Старшим сыновьям Филипп отписал больше земель. Юный Георг получил лишь около одной восьмой Гессена. 15 июля 1567 года 19-летний Георг стал правителем графства Катценельнбоген с резиденцией в Дармштадте. Тем самым он исполнил завещание отца: «Георгу должны принадлежать замки, города и амты Рюссельсхайм, Дорнберг, Дармштадт, Лихтенберг, Райнхайм, Цвингенберг, Ауэрберг и всё, что ещё есть в графстве и относится к нему». Линия Георга получила название Гессен-Дармштадт.
Георг целенаправленно занялся превращением сельского Дармштадта в город-резиденцию. Замок увеличился в размере и обзавёлся рвом и бастионами, в нём появился цейхгауз и конюшни, а также новое здание для правительственных учреждений. О величии правителей также должен был свидетельствовать увеличившийся сад к северу от замка. В 1570 году началось строительство замка Лихтенберг, первого ренессансного строения в Южном Гессене, который стал образцом для многих сооружений, построенных при Георге.
Отец Георга перешёл в лютеранство в 1524 году и ввёл Реформацию в своём ландграфстве. Для обучения клира и подданных «правильной вере» Георг организовал в своём ландграфстве школы, воспитывавшие также послушание и понятия правого и неправого. Эти школы стали предпосылкой для конфирмации, поэтому де-факто Георг ввёл в своих землях обязательное школьное образование.
Георг отличался большим трудолюбием, несгибаемой строгостью и в высшей степени жесткими представлениями о морали. Вероятно поэтому Гессен-Дармштадт, в отличие от гессенских территорий под управлением его братьев, участвовал в первой волне охоты на ведьм раннего Нового времени. При Георге в 1582—1590 годах было казнено 37 человек, обвинявшихся в колдовстве, в том числе 11-летний мальчик Вольф Вебер и 16-летняя девочка.
С другой стороны, при Георге I Дармштадт пережил экономический подъём, численность населения удвоилась, появились первые элементы социальной системы: в 1592 году был основан приют для нищих, а при замке в 1594 году открылась школа для сирот.
Ландграф Георг I Гессен-Дармштадтский умер 7 февраля 1596 года и похоронен в городской церкви Дармштадта.

## Потомки
17 августа 1572 года Георг женился на графине Магдалене Липпской (1552—1587), дочери графа Бернгарда VIII Липпского. В этом браке родились:
- Филипп Вильгельм (1576), наследный принц
- Людвиг V (1577—1626), ландграф Гессен-Дармштадта, женат на принцессе Магдалене Бранденбургской (1582—1616)
- Кристина (1578—1596), замужем за графом Фридрихом Магнусом Эрбахским (1575—1618)
- Елизавета (1579—1655), замужем за графом Иоганном Казимиром Нассау-Вейльбург-Глейхбергским (1577—1602)
- Мария Гедвига (1580—1582)
- Филипп III (1581—1643), ландграф Гессен-Буцбаха, женат на графине Анне Маргарите Дипгольцской (1580—1629), затем на графине Кристине Софии Остфрисландской (1600—1658)
- Анна (1583—1631), замужем за графом Альбертом Отто Сольмс-Лаубахским (1576—1610)
- Фридрих I (1585—1638), ландграф Гессен-Гомбурга, женат на графине Маргарите Елизавете Лейнинген-Вестербургской (1604—1667)
- Магдалена (1586)
- Иоганн (1587)

25 мая 1589 года Георг женился на герцогине Элеоноре Вюртембергской, вдовствующей княгине Ангальтской (1552—1618). У них родился сын:
- Генрих (1590—1601)